# Gérard Mourou
 Denne artikel bør gennemlæses af en person med fagkendskab for at sikre den faglige korrekthed.

Gérard Albert Mourou (født 22. juni 1944) er en fransk fysiker og pioner inden for feltet elektroteknik og lasere. Han modtog nobelprisen i fysik i 2018 sammen med Donna Strickland og Arthur Ashkin - Mourou og Strickland var med til at opfinde en teknik kaldet chirped pulse amplification, eller CPA, som senere er blevet brugt til at skabe ultrakorte laserpulser af ekstremt høj intensitet. I 1994 opdagede Mourou og hans forskningsgruppe fra University of Michigan, at balancen mellem selvfokuserende refraktion (se Kerr-effekt) og selvdæmpende diffraktion ved ionisering og rarefraktion i en laserstråle med intensitet i terawatt i atmosfæren skaber "filamenter", som fungerer som bølgeledere for strålen, hvilket forhindrer divergens.